# Mel·lífer del Wakolo
El mel·lífer del Wakolo (Myzomela wakoloensis) és un ocell de la família dels melifàgids (Meliphagidae).

## Hàbitat i distribució
Habita manglars i boscos a les illes Buru i Seram, al sud de les Moluques.